# Abjad
Một hệ chữ cái abjad (phát âm tiếng Anh là /ˈæbdʒɑːd/  hoặc /ˈæbdʒæd/) là một loại hệ thống chữ viết trong đó mỗi ký hiệu hoặc biểu tượng (glyph) đại diện cho một phụ âm, và để người đọc tự đưa ra nguyên âm thích hợp. Cái gọi là abjad không tinh khiết đại diện cho nguyên âm, hoặc với các dấu phụ tùy chọn, một số lượng hạn chế của glyph nguyên âm riêng biệt, hoặc cả hai.
Tên abjad dựa trên bốn chữ cái đầu tiên của bảng chữ cái tiếng Ả Rập cũ, là a, b, j, d, để thay thế các thuật ngữ phổ biến "phụ âm" hoặc "bảng chữ cái phụ âm" để chỉ họ của các chữ viết có tên là tiếng Semit Tây.

## Từ nguyên
Tên "abjad" (abjad أبجد) có nguồn gốc từ việc phát âm các chữ cái đầu tiên của bảng chữ cái tiếng Ả Rập cổ. Thứ tự (abjadī) của các chữ cái Ả Rập được sử dụng để khớp với các chữ cái Hebrew, Phoenicia và Semit: ʾ (aleph) - b - g - d.

## Thuật ngữ
Theo sự trình bày của Daniels, abjad khác với alphabet ở chỗ nó chỉ biểu diễn các phụ âm chứ không hề biểu diễn nguyên âm. So với abugida, một loại hệ thống cũng được định nghĩa bởi Daniels, abjad khác ở việc nguyên âm được hiểu ngầm theo âm vị học và khác nơi dấu phụ xuất hiện, chẳng hạn nikkud trong tiếng Hebrew hay ḥarakāt trong tiếng Ả Rập, dấu phụ là một tuỳ chọn không bắt buộc và cũng không được dùng phổ biến. Abugida đánh dấu tất cả nguyên âm (trừ nguyên âm mặc định — inherent vowel) bằng một dấu phụ. Một số hệ thống abugida dùng biểu tượng đặc biệt để loại trừ nguyên âm mặc định, nhờ đó, những phụ âm đứng riêng lẻ (không kèm dấu phụ) chỉ thể hiện chính bản thân nó mà thôi. Trong khi đó, với syllabary, mỗi tự vị (grapheme) biểu diễn một âm tiết hoàn chỉnh chứ không phải chỉ là một nguyên âm riêng lẻ hoặc tổ hợp một nguyên âm với một hay một vài phụ âm.